# Chamblon
Chamblon ist eine politische Gemeinde im Distrikt Jura-Nord vaudois des Kantons Waadt in der Schweiz.

## Geographie
Chamblon liegt auf 519 m ü. M., 2,5 km westlich der Bezirkshauptstadt Yverdon-les-Bains (Luftlinie). Das Dorf erstreckt sich auf einem Vorsprung auf der Ostseite des am Nordrand der Orbeebene isolierten Hügels Mont de Chamblon, an aussichtsreicher Lage rund 90 m über der Ebene und dem Neuenburgersee.
Die Fläche des 2,86 km² grossen Gemeindegebiets umfasst einen Abschnitt des nördlichen Waadtländer Mittellandes. Der Hauptteil des Gebietes wird vom breiten Rücken des Mont de Chamblon eingenommen, eines aus rotem Kalkstein bestehenden Hügels, auf dem mit 552 m ü. M. der höchste Punkt der Gemeinde erreicht wird. Nach Norden erstreckt sich der Gemeindeboden in die Niederung des Bey, welcher den Hügel von den Hochflächen am Jurafuss trennt. Von der Gemeindefläche entfielen 1997 20 % auf Siedlungen, 24 % auf Wald und Gehölze, 55 % auf Landwirtschaft und etwas weniger als 1 % war unproduktives Land.
Zu Chamblon gehören zwei neue Wohnquartiere unterhalb des Dorfes, die Hofsiedlungen Les Uttins und Cossaux (440 m ü. M.) am Ostfuss des Mont de Chamblon sowie einige Einzelhöfe. Nachbargemeinden von Chamblon sind Treycovagnes, Suscévaz, Villars-sous-Champvent und Montagny-près-Yverdon.

## Bevölkerung
Mit 561 Einwohnern (Stand 31. Dezember 2023) gehört Chamblon zu den kleineren Gemeinden des Kantons Waadt. Von den Bewohnern sind 91,8 % französischsprachig, 5,1 % deutschsprachig und 1,6 % italienischsprachig (Stand 2000). Die Bevölkerungszahl von Chamblon belief sich 1850 auf 172 Einwohner, 1900 auf 137 Einwohner. Seit 1970 (198 Einwohner) wurde eine rasche Bevölkerungszunahme mit fast einer Verdreifachung der Einwohnerzahl innerhalb von 30 Jahren verzeichnet.

## Wirtschaft
Chamblon war bis in die zweite Hälfte des 20. Jahrhunderts ein vorwiegend durch die Landwirtschaft geprägtes Dorf. Heute haben der Ackerbau und die Viehzucht nur noch eine marginale Bedeutung in der Erwerbsstruktur der Bevölkerung. Weitere Arbeitsplätze gibt es im lokalen Kleingewerbe und vor allem im Dienstleistungssektor. Im Schloss von Chamblon befindet sich ein geriatrisches Spital. Von 1979 bis 1981 wurde auf dem Mont de Chamblon der Waffenplatz Chamblon eingerichtet. In den letzten Jahrzehnten hat sich Chamblon dank seiner attraktiven Lage zu einer Wohngemeinde entwickelt. Zahlreiche Erwerbstätige sind deshalb Wegpendler, die vor allem in Yverdon arbeiten.

## Verkehr
Die Gemeinde liegt abseits der grösseren Durchgangsstrassen, ist aber von Yverdon leicht erreichbar. Der Autobahnanschluss Yverdon-Ouest an der 1984 eröffneten A5 (Yverdon–Grandson) ist rund 5 km vom Ortskern entfernt. Durch einen Postautokurs ist Chamblon mit Yverdon verbunden und damit an das Netz des öffentlichen Verkehrs angeschlossen.

## Geschichte
Die frühesten Zeugen einer Besiedlung datieren auf das Neolithikum, als sich am Ostfuss des Mont de Chamblon bei Les Uttins eine Seeufersiedlung befand. Der Neuenburgersee besass damals einen leicht höheren Wasserspiegel und reichte weit in die Orbeebene hinein.
Die erste urkundliche Erwähnung des Ortes erfolgte im 12. Jahrhundert bereits unter dem heutigen Namen, der auf den römischen Geschlechtsnamen Camilius zurückgeht. Seit dem Mittelalter gehörte Chamblon zur Herrschaft Montagny-le-Corbe; im 15. Jahrhundert wurde es eine eigene kleine Herrschaft. Nach den Burgunderkriegen kam das Dorf 1476 unter die Verwaltung der Vogtei Grandson, die unter der gemeinen Herrschaft von Bern und Freiburg stand. Nach dem Zusammenbruch des Ancien Régime gehörte Chamblon von 1798 bis 1803 während der Helvetik zum Kanton Léman, der anschliessend mit der Inkraftsetzung der Mediationsverfassung im Kanton Waadt aufging. 1798 wurde es dem Bezirk Yverdon zugeteilt.

## Sehenswürdigkeiten
Das Schloss von Chamblon am Ostrand des Dorfes wurde in der zweiten Hälfte des 18. Jahrhunderts errichtet. Von 1931 bis 1960 diente es als Sanatorium für Tuberkulosekranke, danach wurde es in ein geriatrisches Spital für Chronischkranke umgewandelt. Durch verschiedene Ausbauten und das Anfügen neuer Gebäude 1989 erhielt das Schloss seine heutige Gestalt. Chamblon gehört zur Pfarrei Champvent, besitzt aber seit 1932 eine Kapelle am Dorfeingang. Im Ortskern sind einige typische Bauernhäuser aus dem 18. und 19. Jahrhundert erhalten.

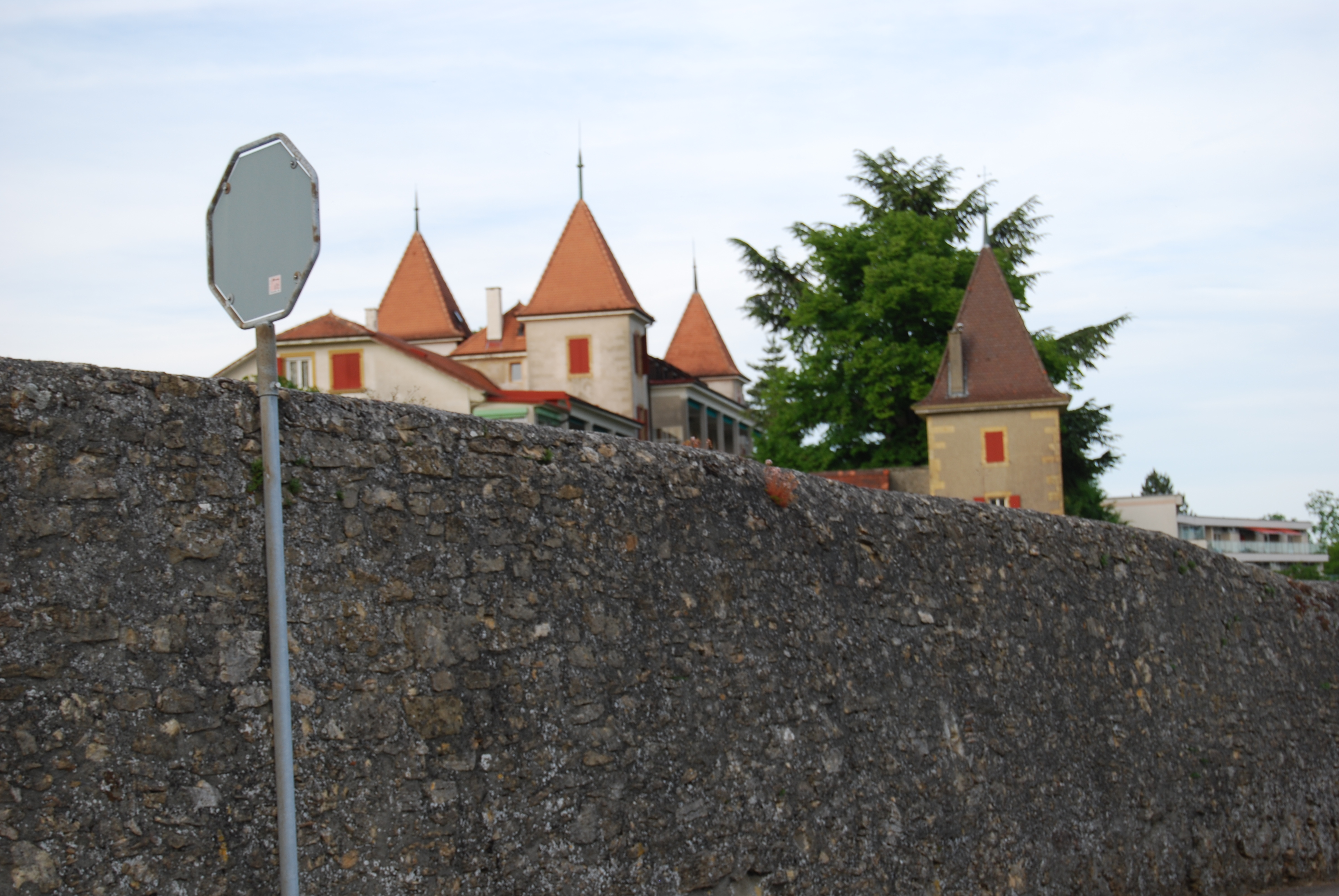
Schloss Chamblon
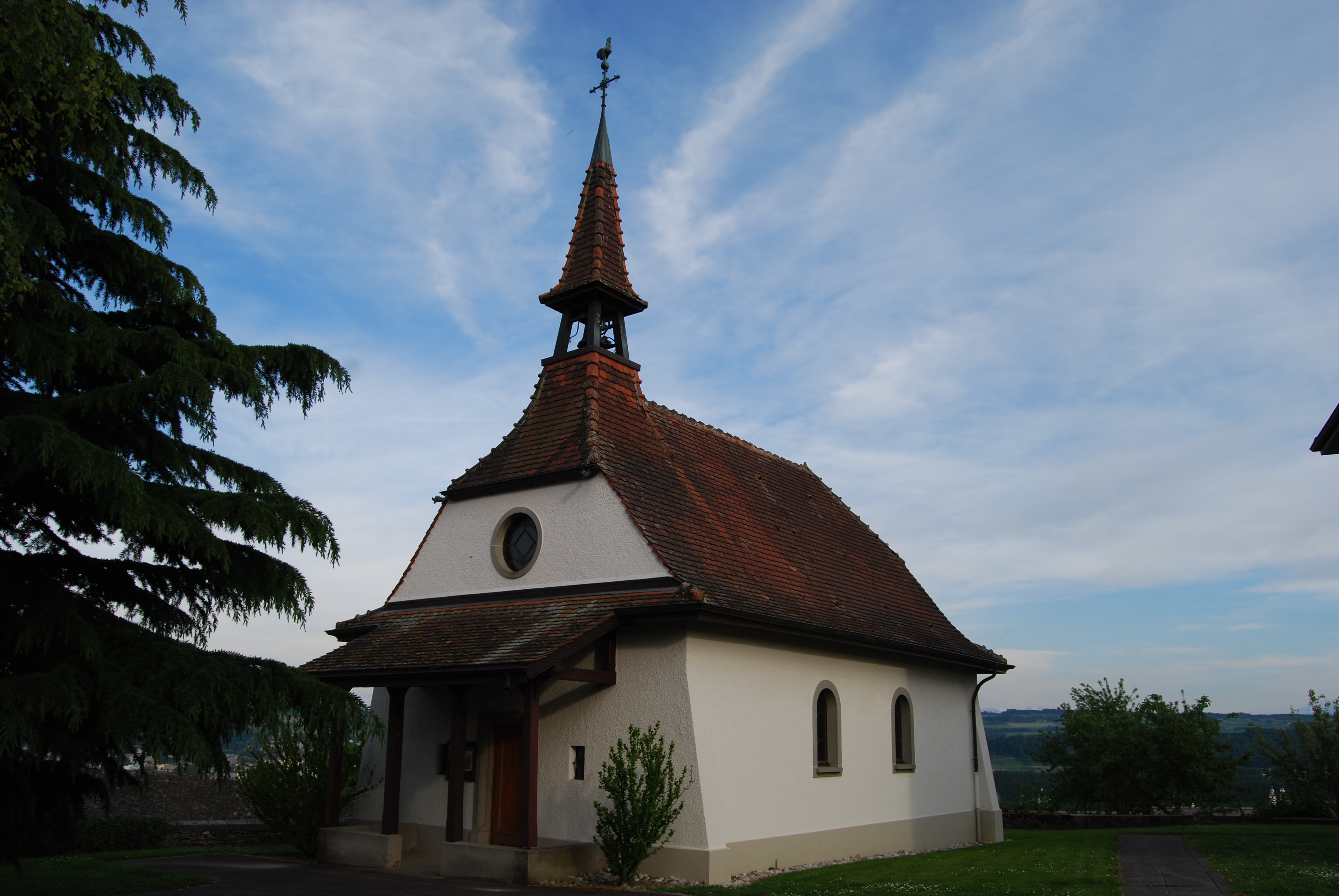
Kapelle
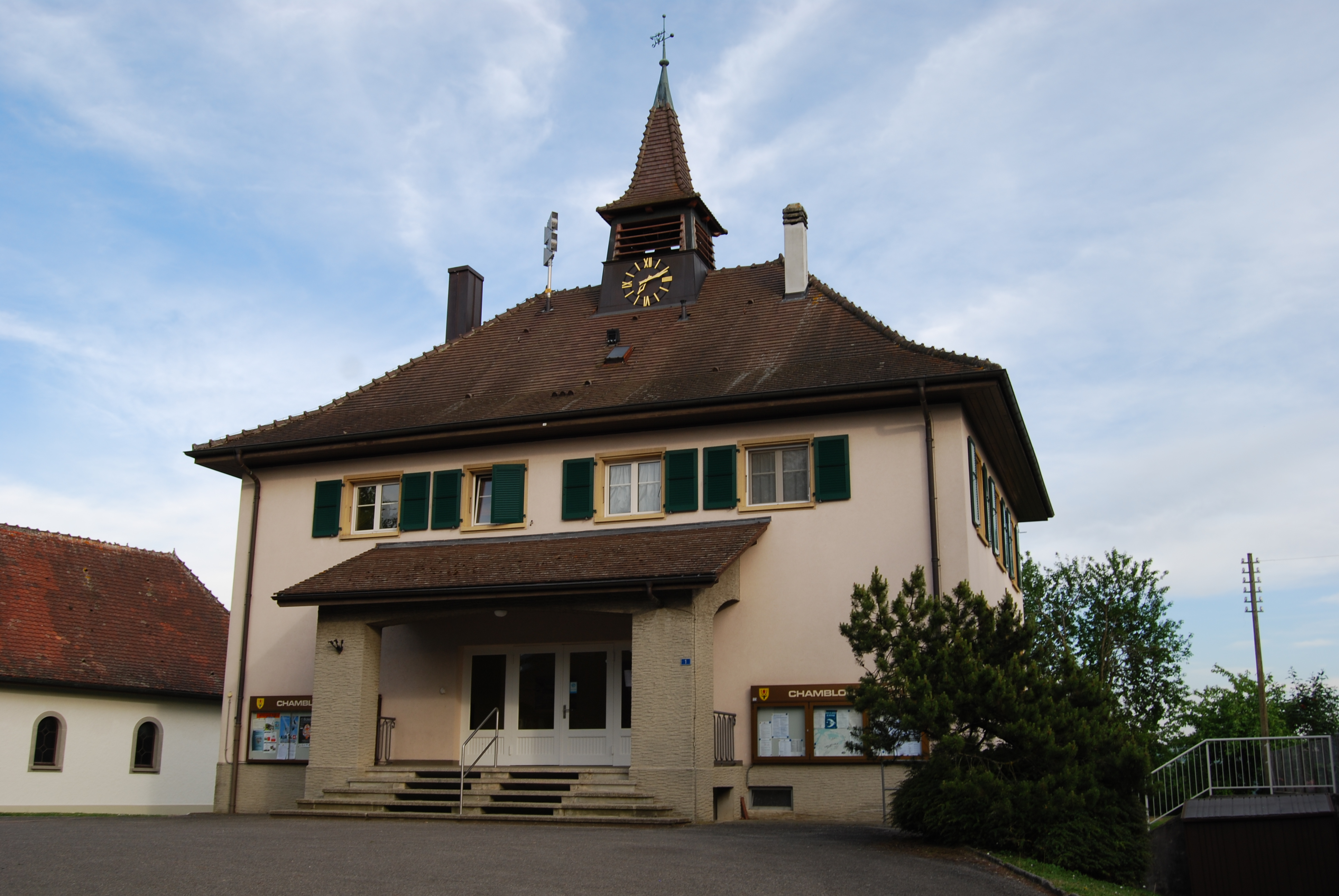
Gemeindehaus
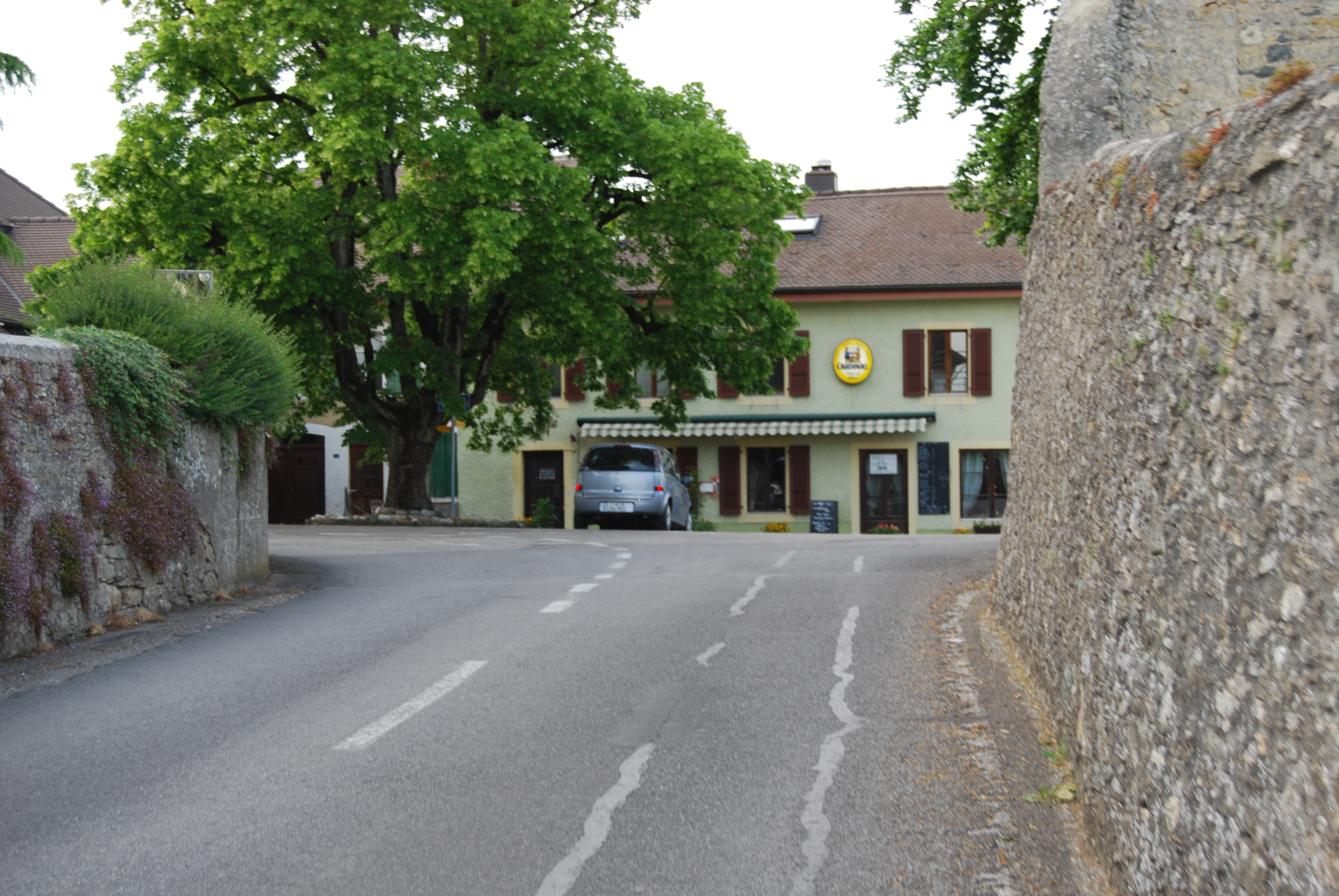
Restaurant im Dorfzentrum